# Agence territoriale de développement agricole
L'Agence Territoriale de Développement Agricole en abrégé ATDA est un  établissement public, du ministère de l'Agriculture et de la Pêche, régie par les dispositions de la loi n'94-009 du 28 juillet 1994 portant création, organisation et fonctionnement des établissements publics à caractères social, culturel et scientifique.

## Mission
Placé sous la tutelle du ministère de l'Agriculture et de la Pêche, elle a pour objet de veiller à une meilleure combinaison de I' approche filière et de I' approche territoriale. La mission centrale de l'Agence est de concrétiser la politique de promotion des filières à fort potentiel dans le cadre du Pôle de Développement Agricole sous sa responsabilité, en initiant des actions visant à atteindre les objectifs fixés par le gouvernement en matière de promotion des filières et de développement des territoires. L'Agence vise à obtenir des résultats tangibles, des effets significatifs et des impacts visibles grâce à ses interventions,,.

## Attributions
Ses responsabilités incluent les éléments suivants,:
- La mission principale de l'Agence est d'élaborer, valider et mettre en œuvre, en collaboration avec les acteurs clés, des plans opérationnels de développement pour chaque pôle et filière porteuse, ainsi que pour leurs chaînes de valeur, dans le but d'améliorer la production, la productivité, la compétitivité et les revenus des acteurs.;
- L'Agence facilite l'accès des producteurs aux facteurs de production et aux services de qualité adaptés en mettant en place des mécanismes novateurs de soutien pour la fourniture d'intrants spécifiques, de matériel et d'équipement adaptés;
- L'Agence facilite également l'accès des acteurs des filières aux informations, aux innovations et aux conseils agricoles;
- Elle assure un suivi étroit des acteurs dans la mise en œuvre effective des innovations introduites ;
- L'Agence coordonne les projets de développement des filières agricoles intervenant dans le Pôle de Développement Agricole.
- Elle met en œuvre des actions transversales visant à promouvoir les filières agricoles du Pôle de Développement Agricole;
- L'Agence soutient le développement de partenariats entre les acteurs des filières afin de renforcer les capacités locales de production et de transformation agro-industrielle.
- Elle contribue au développement d'une intercommunalité bénéfique dans le domaine du développement agricole.
- L'Agence coordonne les interventions des acteurs publics et privés sur les filières agricoles dans le pôle de développement.
- Elle apporte un soutien à l'organisation et à la structuration des acteurs au sein de son territoire.
- L'Agence facilite l'accès des produits agricoles aux marchés.
- Elle veille à prendre en compte la dimension genre dans toutes les actions de promotion agricole et rurale.

## Siège
L'Agence mère de l'ATDA à Cotonou, et a des démembrements[Quoi ?] dans plusieurs localités du pays,,.